# Željezna kupola
Željezna kupola (hebr.: kipat barzel, eng.: Iron Dome) je mobilni zemaljski obrambeni sustav protiv raketa, te topničkih i minobacačkih projektila koji je razvio Rafael Advanced Defense Systems Ltd. i Israel Aerospace Industries za zaštitu izraelskog teritorija.
Dok Iron Dome štiti od neprijateljskih projektila i minobacačkih granata iz neposredne blizine, David’s Sling i Arrow dizajnirani su za suprotstavljanje projektilima dugog i srednjeg dometa.

## Razvoj i financiranje
Sve veća prijetnja Izraelu od neprijateljskih projektila, ponajprije Hamasovih projektila kratkog dometa Qassam iz Pojasa Gaze, Hezbollahovih projektila kratkog dometa Katyusha iz južnog Libanona i iranskih projektila dugog dometa, dovela je do razvoja različitih obrambenih sustava.

Prema Rafaelu, Iron Dome bi trebao moći odbiti i projektile kratkog dometa i topničke granate od 155 mm bez obzira na doba dana i vremenske prilike; istovremeno se može boriti protiv nekoliko ciljeva.
U veljači 2007., izraelski ministar obrane Amir Peretz odabrao je sustav kao proturaketni obrambeni sustav Izraelskih obrambenih snaga protiv projektila kratkog dometa. Ukupni trošak navodno iznosi 1,5 milijardi NIS (oko 375 milijuna USD), s cijenom po raketi presretaču između 35.000 i 50.000 USD. Budući da se dvije presretačke rakete obično ispaljuju istovremeno na svaku metu, cijena po pokušaju presretanja može biti i do 100.000 USD, Iron Dome se stoga smatra relativno jeftinim rješenjem. Troškovi i vrijeme razvoja mogli su se smanjiti korištenjem već postojećih komponenti sustava protuzračne obrane SPYDER . Uz to, SAD je u 2011. podržao razvoj i nabavu s 205 milijuna američkih dolara. U kolovozu 2012. SAD je osigurao dodatnih 70 milijuna dolara potpore.
Prvo uspješno testiranje obavljeno je u srpnju 2008. U srpnju 2010. izraelske oružane snage izvijestile su da je sustav operativan, a prve dvije baterije raspoređene su u studenom 2010. u blizini Sderota na granici Pojasa Gaze. U ožujku 2011. sustav je bio stacioniran u Be'er Shevi u blizini Ashkelona.
Od 2019. američka vojska ima dva sustava i naručit će više jedinica ako bude potrebno.
Prema proizvođaču Rafael, više od 2500 meta je uništeno s Iron Dome do kraja 2020., s očekivanim pogocima od gotovo 90 %. Podaci iz drugih izvora pokazuju znatno nižu stopu pogodaka.

## Tehnologija
Sustav se sastoji od EL/M-2084 - višemodnog radara (MMR), kontrolnog centra (BMC) i do četiri lansirne jedinice (MFU) za po 20 presretačkih projektila. Radar IAI Elta Systems detektira lansiranje neprijateljskog projektila, izračunava njegovu putanju i prenosi te informacije u kontrolni centar koji ih koristi za određivanje točke udara projektila. Sustav radi potpuno automatski i ovisno o programiranju uzima u obzir zone zaštite definirane koordinatama. Ako ciljna točka spada unutar jedne od zaštitnih zona i stoga opravdava trošak presretanja, jedna ili više presretačkih raketa bit će lansirane nakon ručne potvrde. Projektil presretač temelji se na projektilu zrak-zrak Derby i nosi naziv Tamir. Opremljen je radarskim tragačem  i upravljačkim perjem, što mu daje visoku sposobnost manevriranja. Baterija Iron Dome može pokriti područje od 150 km² (krug s oko 7 km radijusa) protiv raketnih i topničkih napada dok istovremeno otkriva do šest nadolazećih objekata. Mobilna struktura obrambenog sustava omogućuje mu brzo premještanje u druge regije zemlje i pogodan je za sve vremenske uvjete. Kontrolni centar uključujući softver za zapovjedno mjesto za Rafael razvila je izraelska tvrtka MPrest Systems. Budući sustavi također bi trebali omogućiti istovremeno otkrivanje nekoliko projektila iz dva različita smjera i povećanje udaljenosti presretanja.

## Operateri
- Izrael – Od 2019. u upotrebi je 10 baterija s oko 30 sustava[4]
- Sjedinjene Države - 2 baterije s 12 lansirnih jedinica i 480 projektila presretača[5][6]

## Vanjske poveznice
- Web-stranica proizvođača